# Đồng Phong
Đồng Phong là xã trung du thuộc huyện Nho Quan, tỉnh Ninh Bình, Việt Nam.

## Địa lý
Xã Đồng Phong nằm ở phía Bắc huyện Nho Quan, cách trung tâm thành phố Ninh Bình 28 km, có vị trí địa lý: 
- Phía Đông giáp thị trấn Nho Quan và xã Lạng Phong
- Phía Tây giáp xã Yên Quang
- Phía Nam giáp xã Văn Phong
- Phía Bắc giáp xã Phú Sơn và tỉnh Hòa Bình.

Xã Đồng Phong có diện tích 6,27 km², dân số năm 2019 là 4.852 người, mật độ dân số đạt 774 người/km².
Xã nằm trên quốc lộ 12B nối từ Cồn Nổi, Kim Sơn qua thành phố Tam Điệp với thị trấn Nho Quan đi các tỉnh Hòa Bình, Sơn La.

## Hành chính
Xã Đồng Phong được chia thành 8 thôn: Cối, Lạng Uyển, Liêu Thượng, Phong Lai 1, Phong Lai 2, Phong Thành, Trại Lạo, Trung Tâm.

## Lịch sử
Trước năm 1945, Đồng Phong thuộc xã Lạng Phong của tổng Lạng Phong.
Đến năm 1953, xã Lạng Phong chia tách thành lập 2 xã: Hồng Phong, Lạng Phong và thị trấn Nho Quan.
Ngày 22 tháng 7 năm 1964, Hội đồng Chính phủ ban hành Quyết định số 199-CP về việc đổi tên xã Hồng Phong thành xã Đồng Phong.

### Từ năm 1975 đến nay
Ngày 27 tháng 12 năm 1975, Quốc hội ban hành Nghị quyết về việc hợp nhất tỉnh Ninh Bình và tỉnh Nam Hà thành tỉnh Hà Nam Ninh và xã Đồng Phong thuộc huyện Nho Quan, tỉnh Hà Nam Ninh.
Ngày 27 tháng 4 năm 1977, Hội đồng Chính phủ ban hành Quyết định 125-CP về việc hợp nhất huyện Nho Quan với huyện Gia Viễn thành huyện Hoàng Long và xã Đồng Phong thuộc huyện Hoàng Long, tỉnh Hà Nam Ninh.
Ngày 9 tháng 4 năm 1981, Hội đồng Chính phủ ban hành Quyết định 151-CP về việc chia huyện Hoàng Long thành huyện Gia Viễn và huyện Hoàng Long và xã Đồng Phong thuộc huyện Hoàng Long.
Ngày 26 tháng 12 năm 1991, Quốc hội ban hành Nghị quyết về việc chia tỉnh Hà Nam Ninh thành hai tỉnh Nam Hà và Ninh Bình và xã Đồng Phong thuộc huyện Hoàng Long, tỉnh Ninh Bình.
Ngày 23 tháng 11 năm 1993, Chính phủ ban hành Nghị định số 88-CP về việc chuyển xã Đồng Phong thuộc huyện Hoàng Long về huyện Nho Quan mới đổi tên quản lý.
Ngày 6 tháng 11 năm 2008, Chính phủ ban hành Nghị định số 06/NĐ-CP về việc điều chỉnh 136,56 ha diện tích tự nhiên và 1.916 nhân khẩu của xã Đồng Phong về thị trấn Nho Quan quản lý.
Sau khi điều chỉnh địa giới hành chính xã để mở rộng thị trấn Nho Quan, xã Đồng Phong còn lại 596,85 ha diện tích tự nhiên và 4.679 nhân khẩu.

## Kinh tế
Xã Đồng Phong có chợ Đồng Phong, là 1 trong 9 chợ quê trên địa bàn Nho Quan nằm trong danh sách 107 chợ loại 1, 2, 3 ở Ninh Bình năm 2008.
Năm 2014, Đồng Phong là xã thứ 2 của huyện Nho Quan và là xã thứ 6 của tỉnh Ninh Bình được công nhận xã đạt chuẩn quốc gia về nông thôn mới.